# Pedro Celestino Flores
Pedro Celestino Flores fue un profesor, periodista y  político peruano. 
Fue profesor en el Colegio Nacional de Ciencias y Artes del Cusco. En 1830 escribió en "El Triunfo de la Libertad" periódico cusqueño del que terminó siendo director bajo la tutela de Carlos Gallegos. Electo por la provincia de Tinta como miembro de la Convención Nacional de 1833 que expidió la Constitución Política de la República Peruana de 1834, la cuarta de la historia del país. Durante la convención, Flores tuvo gran participación en los debates y llegó a ser, en algún momento, secretario de la misma.